# TT-34
TT-34 ist eine belarussische Metalband aus Gomel. Wegen ihrer Texte ist die Band in ihrem Heimatland umstritten, während sie eine stetig wachsende Fanschar im Nachbarland Russland verzeichnet. Der Sampler-Beitrag zum Film Wächter der Nacht Jack ist wohl der bekannteste Song der Band. Die Band steht derzeit bei dem Label Deti Solntsa unter Vertrag. Die Texte der Band werden ausschließlich in russischer Sprache verfasst.

## Bandgeschichte
Die Band wurde 1996 in Gomel/Belarus unter dem Namen Head Cleaner gegründet. Gründer der Band sind der Sänger Konstantin Petrovic Astapenko, der Schlagzeuger Aleksej Smirnov, der Gitarrist Alexander Wolostnow und Bassist Alexej Grigorjew.
1996 begannen die Aufnahmen ihrer ersten Demo-CD.
Zwei Jahre später verließ Gitarrist Wolostnow die Band und wurde von Sergej Kuzmenkow ersetzt. Dieser spielte bereits in den Bands Entry und Voodoo. Im Juli 1998 wurde Grigorjew durch Walerij Nowoseltsew am Bass ersetzt. Dieser spielte wie Kuzmenkow bei Entry und Voodoo.
Im Januar 1999 begannen die Aufnahmen ihrer zweiten Demo-CD Psychodelic Bomb. Im Mai desselben Jahres änderte die Band ihren Namen auf TT-34. Ende 1999 stieß mit Alexander Potemkina von Entry ein weiterer Sänger zur Band.
2001 wurde die Band Mitglied der Organisation Kinder der Sonne. Von 1999 bis 2006 gab die Band über 300 Konzerte in Russland, Belarus, der Ukraine und im Baltikum.
2002 wurde die Band vom russischen Rapper Sergej Parchomenko unterstützt.
2004 veröffentlichte die Band mit Грубый помол. Wegen ihrer Texte ist die Band in ihrem Heimatland umstritten. Im selben Jahr spielte die Band in den USA den Song Jack für den Film Wächter der Nacht ein. Die Band steht bei Deti Solntsa, einem russischen Indie-Label unter Vertrag.
Ein Jahr später folgte das Album Бум!
Im November 2006 verließ der zweite Sänger Potemkina die Band und wurde durch Krischanowski Ljubomir – der bis dahin bei der Band Jazzlatex Sänger war – ersetzt.
Im September 2007 verließ mit Konstantin Petrovic der dritte Gründer die Band. Seitdem ist es ruhig um die Band geworden.

## Diskografie

### Demos
- 1996: Head Cleaner
- 1999: Psychodelic Bomb

### Alben
- 2004: Грубый помол (dt. Grob schleifen)
- 2005: Бум! (dt.: Bum!) (GO-Records)
- 2016: Падая И Задыхаясь Добиваешься Единой Цели (dt.: Fallend und keuchend erreichst du ein einziges Ziel)[4]

### EPs
- 2007: 4-Track-EP

### Soundtracks
- 2004: Wächter der Nacht (mit dem Song Jack)
- 2006: Wächter des Tages (mit dem Songs Inoj und Bum)

### Teilnahme an Kompilationen
- 2006: XLAM: Lutschschaja Belaruskaja Alternatiwa (mit dem Song Иной)